# Brookhurst
Brookhurst is een plaats (census-designated place) in de Amerikaanse staat Wyoming, en valt bestuurlijk gezien onder Natrona County. De stad is vermoemd naar Broekhorst.

## Demografie
Bij de volkstelling in 2000 werd het aantal inwoners vastgesteld op 192.

## Geografie
Volgens het United States Census Bureau beslaat de plaats een oppervlakte van
3,7 km², waarvan 3,5 km² land en 0,2 km² water. Brookhurst ligt op ongeveer 1560 m boven zeeniveau.

## Plaatsen in de nabije omgeving
De onderstaande figuur toont nabijgelegen plaatsen in een straal van 28 km rond Brookhurst.